# Małgorzata Glücksburg (1905–1981)
Małgorzata Glücksburg, gr. Μαργαρίτα Γκλύξμπουργκ, niem. Margarita von Glücksburg zu Griechenland und Dänemark (ur. 18 kwietnia 1905 w Atenach, zm. 24 kwietnia 1981 w Bad Wiessee) – grecka arystokratka, członkini rodziny królewskiej, księżniczka Grecji i Danii, tytularna księżna Hohenlohe na Langenburgu jako żona Gotfryda.

## Życiorys
Urodziła się jako najstarsza córka Andrzeja (1882–1944), księcia Grecji i Danii, oraz Alicji Battenberg (1885–1969). Miała czworo rodzeństwa: siostry Teodorę (1906–1969), Cecylię (1911–1937) i Zofię (1914–2001) oraz brata Filipa (1921–2021). Została ochrzczona 11 maja 1905 w katedrze Zwiastowania Matki Bożej, a jej rodzicami chrzestnymi byli dziadkowie macierzyści: Ludwik Mountbatten (1854–1921) i Wiktoria Heska (1863–1950). Wychowywała się w Atenach i na Korfu. W rozmowach z matką używała języka angielskiego, ale równie biegle porozumiewała się po grecku, francusku i niemiecku. Otrzymała staranne wykształcenie domowe, typowe dla przedstawicieli arystokracji tego okresu. W 1907–1909 w związku z niestabilną sytuacją polityczną domu panującego, rodzina Małgorzaty często przebywała w podróży, w Wielkiej Brytanii, Rosji, Hesji i na Malcie. W 1917–1920 przebywała z rodziną na emigracji w Szwajcarii, zamieszkując w Lucernie. W 1920 jej rodzina ponownie zamieszkała w Korfu. W tym okresie Małgorzata wraz z siostrą Teodorą rozwijały młodzieńcze zainteresowania archeologią.
W 1922–1936 w związku ze skazaniem ojca na banicję, ponownie na emigracji. Początkowo zamieszkała z rodzicami w Saint-Cloud, zaproszonych przez Marię Bonaparte. Dzięki udzielonemu wsparciu finansowemu ciotek Anastazji Stewart i Edwiny Ashley, w 1923–1929 Małgorzata studiowała historię, archeologię i historię sztuki na Uniwersytecie Paryskim.
W trakcie studiów związała się z Françoisem Ferdinandem d'Isemborg-Birstein (1901–1956), synem François Josepha (1869–1939), francuskiego przemysłowca, wywodzącego się z dawnej rodziny książęcej. Jednak naleganie narzeczonego na konwersję Małgorzaty na katolicyzm zakończyło związek w 1927. W trakcie pobytu w 1928 Rumunii Helena Glücksburg zabiegała o zaaranżowanie prawosławnego małżeństwa Małgorzaty bądź Teodory ze stryjem króla, regentem Mikołajem Hohenzollernem-Sigmaringen. Ostatecznie w 1931 wyszła za mąż za Gotfryda Hohenlohe-Langenburga (1897–1960). Małżeństwo zamieszkało w Weikersheim.
1 maja 1937 wstąpiła do Narodowosocjalistycznej Niemieckiej Partii Robotników. Wykorzystując autorytet spokrewnionej rodziny królewskiej prowadziła agitację na rzecz nazizmu w Wielkiej Brytanii i Grecji, jednak bez większego powodzenia. W trakcie II wojny światowej przebywała w Langenburgu, gdzie mieszkała aż do swojej śmierci w 1981.

## Życie prywatne
20 kwietnia 1931 w Langenburgu w podwójnej, prawosławnej i luterańskiej ceremonii, wyszła za mąż za Gotfryda Hohenlohe-Langenburga (1897–1960), tytularnego dziedzicznego księcia, syna Ernesta II (1863–1950) i Aleksandry Koburg (1878–1942). Z małżeństwa pochodzi pięcioro dzieci:
- Kraft Aleksander Ernest Ludwik Jerzy Emeryk (1935–2004) ⚭ 1) Karolina Aleksandra von Croÿ (ur. 1938), 2) Irmina Pospesch (ur. 1946)
- Beatrycze Alicja Maria Melita Leopoldyna (1936–1997),
- Jerzy Andrzej Henryk Wilhelm Herman (1938–2021) ⚭ Ludwika Paulina von Schonburg-Waldenburg,
- Ruprecht Zygmunt (1944–1978),
- Albrecht Wolfgang (1944–1992) ⚭ Maria Hildegarda Fischer.

Była matką chrzestną m.in. swojej bratanicy Anny Mountbatten-Windsor (ur. 1950).

## Odznaczenia
- Dama Krzyża Wielkiego Orderu Feniksa (20 kwietnia 1931),
- Dama Komandorii Orderu Dobroczynności,
- Dama Krzyża Wielkiego Orderu śś. Olgi i Zofii (11 maja 1905),
- Odznaka Pamiątkowa 100-lecia Greckiego Domu Królewskiego (1963),
- Medal Koronacyjny Królowej Elżbiety II (2 czerwca 1953).

## Genealogia
| Prapradziadkowie                  | Fryderyk Wilhelm Glücksburg (1785–1831) ∞ 1810 Ludwika Karolina Heska-Kassel (1789–1867) | Wilhelm Heski (1787–1867) ∞ 1810 Ludwika Karolina Oldenburg (1789–1864)           | car Rosji Mikołaj I Pałkin (1796–1855) ∞ 1817 Aleksandra Fiodorowna (1798–1860)    | ks. Saksonii-Altenburga Józef (1789–1868) ∞ 1817 Amelia Wirtemberska (1799–1848)   | w. ks. Hesji Ludwik II (1777–1848) ∞ 1804 Wilhelmina Badeńska (1788–1836) | Maurycy Hauke-Bosak (1775–1830) ∞ 1799 Zofia Lafontaine (1790–1831) | Karol Heski (1809–1879) ∞ 1836 Elżbieta Hohenzollern (1815–1885)     | Albert Koburg (1819–1861) ∞ 1840 kr. Wielkiej Brytanii Wiktoria (1819–1901) |
| Pradziadkowie                     | kr. Danii, Chrystian IX (1818–1906) ∞ 1842 Ludwika Heska-Kassel (1817–1898)              | kr. Danii, Chrystian IX (1818–1906) ∞ 1842 Ludwika Heska-Kassel (1817–1898)       | Konstanty Nikołajewicz Romanow (1827–1892) ∞ 1848 Aleksandra Josifowna (1830–1911) | Konstanty Nikołajewicz Romanow (1827–1892) ∞ 1848 Aleksandra Josifowna (1830–1911) | Aleksander Heski (1823–1888) ∞ 1851 Julia Hauke (1825–1895)               | Aleksander Heski (1823–1888) ∞ 1851 Julia Hauke (1825–1895)         | w. ks. Hesji, Ludwik IV (1837–1892) ∞ 1861 Alicja Koburg (1843–1878) | w. ks. Hesji, Ludwik IV (1837–1892) ∞ 1861 Alicja Koburg (1843–1878)        |
| Dziadkowie                        | kr. Hellenów, Jerzy I (1845–1913) ∞ 1867 Olga Konstantynowna Romanowa (1851–1926)        | kr. Hellenów, Jerzy I (1845–1913) ∞ 1867 Olga Konstantynowna Romanowa (1851–1926) | kr. Hellenów, Jerzy I (1845–1913) ∞ 1867 Olga Konstantynowna Romanowa (1851–1926)  | kr. Hellenów, Jerzy I (1845–1913) ∞ 1867 Olga Konstantynowna Romanowa (1851–1926)  | Ludwik Battenberg (1854–1921) ∞ 1884 Wiktoria Heska (1863–1950)           | Ludwik Battenberg (1854–1921) ∞ 1884 Wiktoria Heska (1863–1950)     | Ludwik Battenberg (1854–1921) ∞ 1884 Wiktoria Heska (1863–1950)      | Ludwik Battenberg (1854–1921) ∞ 1884 Wiktoria Heska (1863–1950)             |
| Rodzice                           | Andrzej Glücksburg (1882–1944) ∞ 1903 Alicja Battenberg (1885–1969)                      | Andrzej Glücksburg (1882–1944) ∞ 1903 Alicja Battenberg (1885–1969)               | Andrzej Glücksburg (1882–1944) ∞ 1903 Alicja Battenberg (1885–1969)                | Andrzej Glücksburg (1882–1944) ∞ 1903 Alicja Battenberg (1885–1969)                | Andrzej Glücksburg (1882–1944) ∞ 1903 Alicja Battenberg (1885–1969)       | Andrzej Glücksburg (1882–1944) ∞ 1903 Alicja Battenberg (1885–1969) | Andrzej Glücksburg (1882–1944) ∞ 1903 Alicja Battenberg (1885–1969)  | Andrzej Glücksburg (1882–1944) ∞ 1903 Alicja Battenberg (1885–1969)         |
| Małgorzata Glücksburg (1905–1981) |                                                                                          |                                                                                   |                                                                                    |                                                                                    |                                                                           |                                                                     |                                                                      |                                                                             |